# Yeux d'écrevisses
Les yeux d’écrevisses ou gastrolithes d’écrevisses sont des concrétions calcaires que ces crustacés fabriquent dans leur estomac. 
Ces gastrolithes sont des amas de carbonate de calcium amorphe qui servent de réserve de calcium pour construire rapidement la carapace lors de la mue.
Le nom d'yeux d’écrevisses vient sans doute de leur forme et de la position de l'estomac des crustacés juste à l’arrière des yeux.

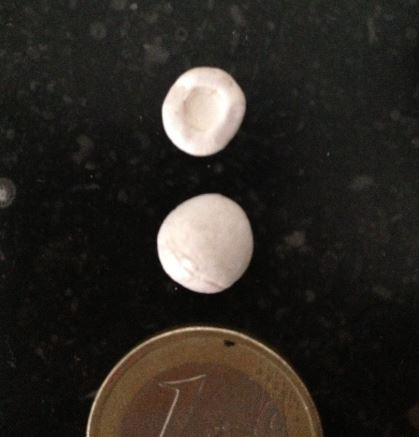
Gastrolithes d'écrevisses,

## Description biologique
Les crustacés doivent remplacer cycliquement leur exosquelette rigide au cours de leur croissance. Après la mue, ils ne sont recouverts que d’une fine membrane souple. Une nouvelle carapace aussi dure que l’ancienne se forme en un à trois jours, par un processus de calcification.  
Durant la période précédant la mue, les gastrolithes, qui sont des structures de stockage du calcium, sont élaborés par paire dans l'estomac des crustacés. Ils ont l'aspect de petits cailloux blanchâtres, d'un diamètre de quelques millimètres à environ un centimètre, en forme de demi-sphère avec une face concave (rappelant la forme d'un chapeau de champignon de Paris). Ils disparaissent lorsque la nouvelle carapace devient rigide. Ces gastrolithes ne s'observent que chez les crustacés décapodes d'eau douce, les équilibres ioniques étant différents en milieu marin.   
Ce phénomène est décrit dans l’Encyclopédie de Daubenton, Diderot, Venel en 1751.   

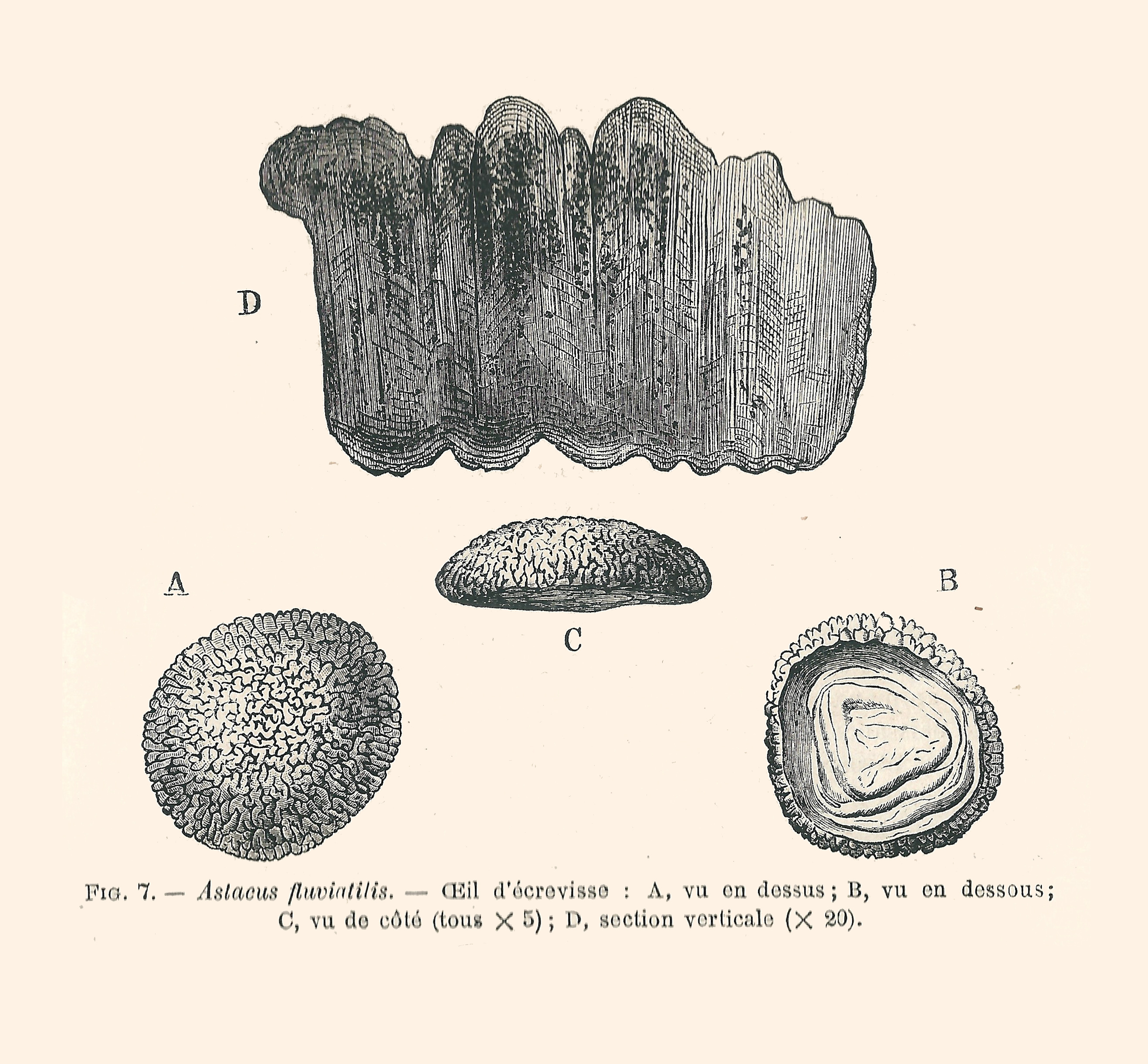
Thomas Henry Huxley, l’Écrevisse : introduction à l'étude de la zoologie, Paris : Germer Baillière & Cie, 1880

## Zoologie
On trouve fréquemment les yeux d'écrevisses dans les épreintes de loutres et les réjections des hérons. Les gastrolithes sont des éléments importants pour suivre les populations d’écrevisses.

## Usage médical

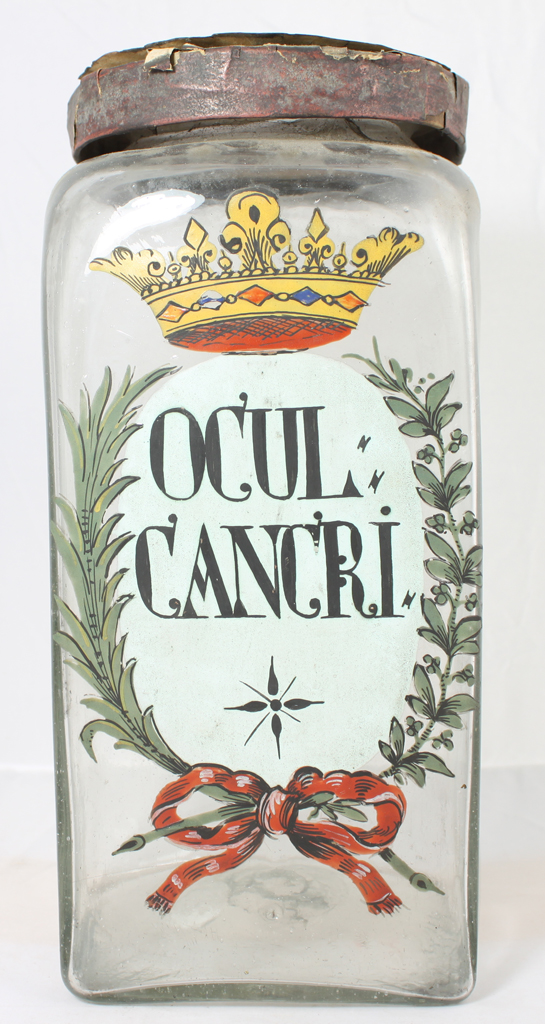
Apothekerglas "OCUL. CANCRI." Hamburg Museum

Les yeux d’écrevisses, souvent nommés Oculi Cancri ou Oculi Cancrorum, ont été très longtemps, jusqu’au début du XXe siècle, un médicament contre les douleurs digestives, les hémorragies et les vomissements. 
Leur préparation consistait à les mettre en poudre très fine dans un mortier, puis à les mélanger avec du suc blanc et de la gomme adragante et à les former en petits trochisques pour les garder et consommer. Ils faisaient partie de nombreuses pharmacopées traditionnelles, telles que la pharmacopée de la Compagnie française des Indes orientales. En tant qu'ingrédients, ils entraient dans la composition de diverses préparations, comme par exemple la thériaque céleste de Strasbourg. « Les yeux d'écrevisses entrent dans les compositions suivantes  : la poudre è chelis cancrorum, la poudre absorbante, la poudre d'arum composée, les tablettes absorbantes et fortifiantes, la confection d'hyacinthe.»

## Biominéralisation
Des recherches récentes portent sur le processus de fabrication puis de dissolution des gastrolithes. Le jeu moléculaire entre l’organique et le minéral, conduisant à la stabilisation d’un état amorphe ou à la formation d’un état cristallin, est important pour la compréhension du processus de biominéralisation. Ces recherches ont des retombées potentielles en médecine et dans l’industrie des biomatériaux.

## Fossiles
L’Australian Opal Centre (de) de Lightning Ridge possède de magnifiques exemplaires de fossiles de gastrolithes de yabbi, une grosse écrevisse locale.